# プロモーションウィザード
株式会社プロモーションウィザード（英: promotion-wizard, Inc.、略称:PW）は、SNSプロモーション事業、宣伝プランニング事業、メディアリレーション事業、イベント制作事業、動画制作事業を主とする日本の企業。

## 会社概要
株式会社ポニーキャニオン社員だった高原万平が音楽製作ディレクター、映像宣伝プランナー、映像制作プロデューサー、宣伝プロデューサー等を経て、2018年9月に創業。

## SNSプロモーション

### テレビドラマ
- あなたがしてくれなくても（2023年4月13日 - 6月22日、フジテレビ系木曜劇場　主演：奈緒）
- 婚活1000本ノック（2024年1月17日 - 3月20日、フジテレビ系水曜10時ドラマ　主演：福田麻貴（3時のヒロイン）
- 大奥（2024年1月18日 - 3月28日、フジテレビ系木曜劇場　主演：小芝風花）
- 新宿野戦病院（2024年7月3日 - 9月11日、フジテレビ水曜22時ドラマ　主演：小池栄子、仲野太賀）
- 完璧ワイフによる完璧な復讐計画（2024年8月14日 - 10月2日、毎日放送/TBS　ドラマイズム枠　主演：中村ゆりか。犬飼貴丈）
- 若草物語-恋する姉妹と恋せぬ私-（2024年10月6日 - 12月15日、日本テレビ系　新日曜ドラマ　主演：堀田真由）

## 宣伝

### テレビドラマ
- 天 天和通りの快男児（2018年10月4日 - 12月20日、Paravi、テレビ東京　主演：岸谷五朗）
- それを愛とまちがえるから（2019年2月9日 - 3月9日、WOWOW連続ドラマW　主演：稲森いずみ）
- 頭取 野崎修平（2020年1月19日 - 2月16日、WOWOW連続ドラマW　主演：織田裕二）
- KING OF DANCE（2020年4月12日 - 5月17日、読売テレビ　主演：高野洸）
- かんばん猫（2022年2月22、BSテレ東　主演：小西桜子）
- 完璧ワイフによる完璧な復讐計画（2024年8月14日 - 10月2日、毎日放送/TBS　ドラマイズム枠　主演：中村ゆりか。犬飼貴丈）
- 若草物語-恋する姉妹と恋せぬ私-（2024年10月6日 - 12月15日、日本テレビ系新日曜ドラマ　主演：堀田真由）

### 配信ドラマ
- 悪魔はそこに居る（2023年2月9日 - 3月30日、Paravi、共同テレビ主演：吉谷彩子、石井杏奈）

### 映画
- 凜-りん-（2019年2月22日公開、主演：佐野勇斗、本郷奏多）
- 駅までの道をおしえて（2019年10月18日公開、主演：新津ちせ）＊情報解禁をサポート
- ビューティフルドリーマー（2020年11月6日公開、主演：小川紗良）
- アンコン〜夫婦あるある物語〜（2021年3月31日配信、出演：雛形あきこ、天野浩成）
- 血ぃともだち（2022年2月5日公開、主演：唐田えりか）
- ニワトリ☆フェニックス（2022年4月15日公開、主演：井浦新・成田凌）＊情報解禁をサポート

### DVD＆Blu-ray宣伝
- 獣神サンダー・ライガー
  - 「獣神伝説完結編〜解き明かされる素顔〜」（2019年3月25日発売、発売元：東京サウンドプロダクション、販売元：TCエンタテインメント）
  - 「獣神伝説～30年間の激戦名勝負集～」（2019年12月25日発売、発売元：東京サウンドプロダクション、販売元TCエンタテインメント）
- めんたいぴりり（2019年8月7日発売、発売元：よしもとミュージック）
- 凜-りん-（2019年9月4日発売、発売元：よしもとミュージック）
- 銃（2019年10月23日発売、発売元：よしもとミュージック）
- 多十郎殉愛記（2019年11月6日発売、発売元：よしもとミュージック）
- 美人が婚活してみたら（2019年11月20日発売、発売元：よしもとミュージック）
- 映画「洗骨」（2019年11月20日発売、発売元：よしもとミュージック）
- THE MASTERS 日本人初制覇 松山英樹 ４日間の激闘（2020年1月、TBS、販売元：TCエンタテインメント）
- 駅までの道をおしえて（2020年4月22日発売、BSテレ東）
- アントニオ猪木デビュー60周年記念Blu-ray BOX（2021年9月19日発売、発売元：東京サウンド・プロダクション、販売元：TCエンタテインメント）
- 武藤敬司引退記念Blu-rayBOX「PRO-WRESTLING“LAST”LOVE ～HOLD OUT～」（2023年6月30日発売、発売元：東京サウンドプロダクション、、販売元：TCエンタテインメント
- あなたがしてくれなくても（2023年11月22発咳、販売元：フジテレビ、発売元：ポニーキャニオン）

### 音楽PR
- ロックンロール黄金狂時代（2023年2月9日、ダイアモンド☆ユカイと木暮"shake"武彦ユニット「Diamond Shake」全国ツアーPRとセカンドアルバムのPR）

### イベント・その他PR
- 映画「あの空の向こうに」「あの空の向こうに～夏雲～」（主演：山下リオ）
  - 2018年8月 - 制作記者発表会を徳島で実施
  - 2018年10月 - 完成披露記者発表会。登壇者は鳴門市市長、南あわじ市市長、山下リオ）
  - 2019年1月 - 渋谷特別上映会のパブリシティをサポート
  - 2019年3月 - 徳島国際映画祭に出品された際にパブリシティをサポート
- つくば市「つくばVAN伯2019」（2018年12月6日、開催決定発表説明会をPR）
- 道後REBORNプロジェクト
  - 2018年12月 - 制作発表会をサポート。登壇者は松山市市長、ポニーキャニオン社長吉村隆、タレントつるの剛士
  - 2019年3月 - 「道後 REBORN in銀座三越」展示会（記者発表会をPRサポート。登壇者は松山市市長、手塚るみ子、水樹奈々
  - 2019年5月 - 道後温泉×ネイキッド「MESSAGE-火の鳥、到来-」（プロジェクションマッピングのPRサポート）
  - 2019年6月 - アニメ「火の鳥”道後温泉編”」（映像解禁記者発表会をサポート）
  - 2019年7月 - 道後温泉本館ラッピングアート発表会のPRをサポート。登壇者は友近）
  - 2019年11月 - アニメ「火の鳥”道後温泉編”」第2弾制作発表会（登壇者は野志克仁松山市長、ポニーキャニオン社長吉村隆、板尾創路）
- アニメ50周年記念特別企画「サザエさん展 THE REAL」（2019年7月27日 - 9月1日、フジテレビ開局60周年記念「ようこそ!!ワンガン夏祭り」イベント宣伝）
- 熊川哲也Kバレエカンパニー特別公演「マダム・バタフライ」（2019年7月29日記者発表、熊川哲也、中村祥子、宮尾俊太郎、矢内千夏、成田紗弥が登壇、主催：TBS）
- 恐竜とアートのコラボレーション「Gr8！こぶりな恐竜展」（2021年9月4日 - 10月30日、イベント開催決定ニュース、DVD発売ニュースを配信）
- 第2回北見ドライブイン映画祭（2021年10月22日 - 24日、北海道北見市でのイベント開催決定ニュースを東京の各媒体に配信）
- 舞台コーリング（2021年12月15日 - 19日、開催決定ニュースを配信。出演者は小野健斗、井澤勇貴、中山優貴）
- 音楽イベント「ヴァイオリニスト竜馬　成人の日　プレミアムコンサート」（2022年1月10日、竜馬四重奏のヴァイオリニスト竜馬 プレミアムコンサート開催決定ニュースを各媒体に配信）
- ドラマ「かんばん猫」放送記念「かんばん猫ミニ展示会」（2022年2月15日 -16日、BSテレビ東京、各媒体に情報を配信）
- 女流造形作家りゅうざぶ作品展
  - 2022年11月1日 - 7日　「りゅうざぶ個展2022 平穏な日々」（ニュースリリースを各媒体に配信。新聞・Web媒体の取得獲得。古典のPR動画制作。りゅうざぶの公式X（旧Twitter）、Instagramの企画・制作・運営を実施）
  - 2023年8月4日 - 6日　「りゅうざぶ作品展　懐かし」（プロモーション活動）
  - 2023年12月13日 - 19日　「りゅうざぶ遊遊展　ー箱庭的小宇宙ー」（SNSプロモーションの手伝い）
- モザンビークの子供達を支援するFNSチャリティーキャンペーン（2022年12月2日、フジテレビ番組告知やニュースを各媒体にリリース配信）
- FNSチャリティ産直市（2022年12月17日、フジテレビ、宣伝手伝い）
- グローバルK-POPフェスティバル「D'FESTA OSAKA」（2022年12月、東京・大阪の媒体へリリース配信、プロモーション活動）
- ハリウッド化粧品「スカルプトニック ME07」（2023年5月10日、発売記念記者発表。スペシャルゲストは山里亮太）
- 新車両「Koga（コーガ）記者発表会（2023年7月14日、工学院大学ソーラーチームPR。応援団として井上咲楽、宮城弥生が登壇）
- 元自衛官タレントかざり個展「記憶と情報の琥珀（こはく）たち」（2024年2月2日 - 7日。イベントプロモーション活動）
- 福島県防災VR完成発表会（2024年3月22日、イベント制作とプロモーションの協力。出席者はあばれる君）
- 交響組曲 宇宙戦艦ヤマト（2024年10月6日初演の宣伝の協力）